# Palmópolis
Palmópolis là một đô thị thuộc bang Minas Gerais, Brasil. Đô thị này có diện tích 436,471 km², dân số năm 2007 là 7041 người, mật độ 23,3 người/km².